# ジョン・イヴリン・ソーンダイク
ジョン・イヴリン・ソーンダイク博士（Dr. John Evelyn Thorndyke）は、オースティン・フリーマンの推理小説に登場する架空の法医学者であり（職業探偵ではない）素人探偵。
シャーロック・ホームズによって成功した『ストランド・マガジン』誌に対抗したライバル誌『ピアスンズ・マガジン（Pearson's Magazine）』誌に初掲載された。シャーロック・ホームズの好敵手に挙げられる架空の探偵は数々いるが、その中でも一番手に挙げられる。
『Encyclopedia of Mystery and Detection』（オットー・ペンズラー他）では「あらゆる時代を通じて最も偉大な法医学者探偵」と称されている。
ジャック・フットレルの「思考機械」ことヴァン・ドゥーゼン教授と並ぶ科学者探偵で、指紋や血液など科学的手がかりを詳細に分析して推理を行う場合が多い。その上では警察の科学捜査の先駆けともいえる。どこでも科学的な調査が行えるようにと、顕微鏡やピンセットなどが入った緑色の小箱「携帯実験室」を常時携行している。また暗号解読も得意である。高身長にして強靱で、名探偵としては珍しくこれといった奇癖がない。
語り手は三人称、ジャーヴィス医師の場合、隣人の弁護士アンスティの場合、その他の四通りある。

## 経歴
作品シリーズにおける経歴は以下の通り。
1870年7月4日生まれ。ロンドンの聖マーガレット病院で医学を学び、初等学位を修得する。その後も病院に留まり、学芸員のような仕事をしつつ、化学や物理研究所、博物館、死体解剖室などに出入りし、医学博士および理学博士の資格を取得した。検死官となるべく活動していたが、聖マーガレット病院の医学法学講師が予期せず退職したため、そのポストに応募し任命される。
「ガマー事件」と呼ばれる事件の弁護に関わったのが最初の事件となる（作品化はされていない）。
シティ・オブ・ロンドンのインナー・テンプルキングスベンチウォーク5Aに住居を構える。オフィスと応接室は1階（グランドフロアが存在するので日本の感覚だと2階）にあり、2階（同様に日本だと3階）は作業場と実験室で、寝室は屋根裏にあった。
友人のジャーヴィス医師（Christopher Jervis）や、研究所員で時計師のナサニエル・ポルトン（Nathaniel Polton）の協力を得て事件の捜査を行う。

## 後世への影響
ソーンダイク博士の作品が後世の推理小説に与えた影響は多数ある。
Q.E.D.
エラリー・クイーンが『ローマ帽子の謎』などで事件の解決篇において「Q.E.D.」の語を使用しているが、この語を最初に推理小説で用いたのは『キャッツ・アイ』「第二十章」においてである。
安楽椅子探偵
『オシリスの眼』は新聞記事や他の人に収集させた情報をもとに推理を行う安楽椅子探偵物である。
科学的捜査の導入
法医学の手法を推理小説に採用し、科学的捜査の重要性を説いた。
倒叙もの
長編『The Shadow of the Wolf』『ポッターマック氏の失策』、短編「オスカー・ブロズキー事件」などは倒叙ものである。
鉄道ミステリー
短編「オスカー・ブロズキー事件」は鉄道ミステリーでもあり、小池滋が編纂した『世界鉄道推理傑作選 1』（1979年、講談社文庫）に採録されている。

## 日本での紹介
明治時代には雑誌『冒険世界』に三津木春影が「呉田博士」に翻案したものが掲載されている。『新青年』には妹尾韶夫による翻訳が連載された。その他、第二次世界大戦前には水野泰舜が、戦後には佐藤祥三、大久保康雄などが翻訳出版した他、アンソロジーに収録されるなど、単発的に翻訳紹介されたものも多かった。
短編翻訳の点数は多いものの短編集は『歌う白骨』以外が紹介されたことは無く、2020年に国書刊行会から短編全集が刊行されたことで、初めてシリーズの全貌が明らかになった。

## 登場作品

### 長編
- 「赤い拇指紋」  The Red Thumb Mark (1907)　-  ソーンダイク博士の登場する最初の長編。 
  - 『赤い拇指紋』吉野美恵子訳（「創元推理文庫」.1982年）
  - 『赤い拇指紋』水野泰舜訳（改造社『世界大衆文学全集 第60巻 ソーンダイク博士』.1930年.版元解散、省略がある）
- 「オシリスの眼」 The Eye of Osiris (1911)
  - 『オシリスの眼』二宮佳景訳（早川書房。1951年・絶版／別冊「宝石」109号.宝石社.1961年.版元解散、省略がある）
  - 『オシリスの眼』渕上痩平訳（「ROM叢書」.品切）*この叢書は主に「ROM」の同人向けのものである。
  - 『オシリスの眼』渕上痩平訳（筑摩書房『ちくま文庫』.2016年.上記「ROM叢書」版の訳をイギリス版初版によって改訳したもの）
- 「ニュー･イン三十一番の謎」 The Mystery of 31, New Inn (1912)
  - 戦後早々に木々高太郎訳で『新三十一号館』として雄鶏社より刊行予定だったが、GHQの翻訳出版の許可がおりず刊行できず。
  - "New Inn"とは、法曹院の一つミドル･テンプルにあったチェンバーと呼ばれる建物の名称｡
  - 『ニュー・イン三十一番の謎』(論創社『論創海外ミステリ』．2019)
  - 『オリエンタリストの遺言書』斉藤志州訳（キンドル版）
- 「もの言えぬ証人」 A Silent Witness (1914)
- 「ヘレン・ヴァードンの告白」 Helen Vardon's Confession (1922)
- 「猫目石」 The Cat's Eye (1923)
  - 『猫目石』近藤経一訳（平凡社「世界探偵小説全集」第17巻。1929年.絶版、極端な抄訳）
  - 『キャッツ・アイ』渕上痩平訳（「ROM叢書」.品切）*この叢書は主に「ROM」の同人向けのものである。
  - 『キャッツ・アイ』渕上痩平訳（筑摩書房『ちくま文庫』.2019年.上記「ROM叢書」版の訳をイギリス版初版によって改訳したもの）
- 「アンジェリーナ・フルードの謎」 The Mystery of Angelina Frood  (1924)
  - 『男装女装』邦枝完二訳（平凡社「世界探偵小説全集」第16巻。1929年.絶版、極端な抄訳）
  - 『アンジェリーナ・フルードの謎』西川直子訳（論創社『論創海外ミステリ』.2016年）
- 「狼の影」 The Shadow of the Wolf (1925) - 倒叙
- 「ダーブレイの秘密」 The D'Arblay Mystery (1926)
  - 『ダーブレイの秘密』中桐雅夫訳（早川書房「早川ポケット・ブックス」。1957年、「ハヤカワ・ミステリ」1997年、同一叢書の叢書名改題）
- 「ソーンダイク博士の流儀」 A Certain Dr Thorndyke (1927)
- 「証拠は眠る」 As a Thief in the Night (1928)
  - 『証拠は眠る』武藤崇恵訳（原書房。2006年）
- 「ポッターマック氏の失策」 Mr Pottermack's Oversight (1930) - 倒叙
  - 『ポッターマック氏の失策』鬼頭令子訳（論創社「論創海外ミステリ」.2008年）
- 「大司祭の息子」 Pontifex, Son and Thorndyke (1931)
- 「内輪もめ」 When Rogues Fall Out (1932),米版題はDr. Thorndyke's Discovery
  - 『内輪もめ』斉藤志州訳（キンドル版）
- 「プラチナ物語」 Dr Thorndyke Intervenes  (1933)
  - 『プラチナ物語』斉藤志州訳（キンドル版）
- 「被告側の証人」 For the Defence: Dr Thorndyke  (1934)
- 「ペンローズ失踪事件」 The Penrose Mystery  (1936)
  - 『ペンローズ失踪事件』美藤健哉訳（長崎出版「海外ミステリGem Collection」.2007年.版元倒産）
- 「冷たい死」 Felo de se? (1937),米版題 Death at the Inn 
  - 『冷たい死』斉藤志州訳（キンドル版）
- 「猿の肖像」 The Stoneware Monkey  (1938)
  - 『猿の肖像』青山万里子訳（長崎出版「海外ミステリGem Collection」.2008年.版元倒産）
- 「ポルトン氏の説明」 Mr Polton Explains (1940)
- 「ジェイコブ街の謎」 The Jaciob Street Mystery (1942)　- 最後のソーンダイク博士譚

### 合本
- Dr. Thorndyke's Crime File (1941) - omnibus（“The Eye of Osiris“，“The Mystery of Angelina Frood”，“Mr Pottermack's Oversight”の三作を収めたもの）
  - 『オシリスの眼』渕上痩平訳（筑摩書房『ちくま文庫』。2016年.『オシリスの眼』二宮佳景訳（早川書房。1951年・絶版／別冊「宝石」109号.宝石社.1961年.版元解散、省略がある）
  - 『アンジェリーナ・フルードの謎』西川直子訳（論創社『論創海外ミステリ』.2016年）。『男装女装』邦枝完二訳、（平凡社「世界探偵小説全集」第16巻。1929年.絶版、極端な抄訳）
  - 『ポッターマック氏の失策』鬼頭令子訳（論創社「論創海外ミステリ」.2008年）。

### 中編
中編2作は何れも後に､長編に加筆修正されているので､当初雑誌に発表されてからは、作者生前に単行本収録されることはなかった｡
- 「ニュー・イン三十一番地」31 New Inn.1911ｰ長編「ニュー・イン三十一番地の謎」となった｡ただし､設定の異動などが目立つ｡（全集Ⅱの解説参照）
  - 「ニュー･イン三十一番地｣（全Ⅱ）
- 「死者の手」The Dead Hand.1912ー長編The Shadow of the Wolfと改稿・加筆された。
  - 「死者の手」（全Ⅱ）

### 短編
近年雑誌「新青年」の覆刻が刊行され公共図書館の一部の蔵書にあるようであるので、戦後の訳がないものについてのみ記載した。
比較的近年に刊行又は再版された短編集は収録本を明記した。雑誌やアンソロジー掲載の訳は、以下に略号を付した4書に収録されているものは省略した。なお、東京創元社、東都書房、講談社から刊行された短編集は特定の短編集の訳ではなく日本で独自に編纂された短編集である。最後の括弧は下に掲げる個々の短編の収録を示す際の略号である。
ソーンダイク博士の登場するフリーマンの全短篇及び中篇を収録し初出の英版雑誌｢ピアスンズ･マガジン｣の場合はその挿絵及び写真を収録し､同誌に掲載されなかった場合は他の初出誌や初期単行本の挿絵で補っている「ソーンダイク博士短篇全集」(全3巻)国書刊行会.2020-2021年が刊行された｡同書によりすべての短篇及び中篇が翻訳された事になり本邦初訳あるいは大正期や昭和戦前以来訳がなかった作品また雑誌や合本にしか訳がない作品もすべてまとまって紹介される事となった｡短編集の訳題は短編全集にしたがった｡
- 『ソーンダイク博士』妹尾アキ夫訳（東京創元社「世界推理小説全集」第29巻.1957年。絶版）（妹尾）
- 『歌う白骨』大久保康男訳（中央公論社「世界推理名作全集」.1961年.所収。絶版）これは短編集『歌う白骨』のはじめの3篇の訳である。
- 『歌う白骨』大久保康男訳（中央公論社「世界推理文学名作選」.1963年.所収。絶版）これは短編集『歌う白骨』の全訳である。
- 『ソーンダイク博士集』佐藤祥三訳（東都書房「世界推理小説大系」第14巻。1963年所収／講談社「世界推理小説大系」第4巻。1972年所収、ソーンダイク博士の訳は両者とも同じである。ともに絶版）（佐藤）
- 『ソーンダイク博士の事件簿』大久保康男訳（東京創元社「創元推理文庫」.1977年。初版は「I」の文字が入っていないが、後の増刷から「I」の文字が追加された）（I）
- 『ソーンダイク博士の事件簿II」大久保康男訳（東京創元社「創元推理文庫」.1980年。）（II）
- 『歌う白骨』大久保康男訳（嶋中書店「嶋中文庫」.2004年。版元倒産により絶版）上記中央公論社版の文庫化。
- 『ソーンダイク博士短篇全集Ⅰ 歌う骨』渕上痩平訳(国書刊行会.2020年｡)　（全Ⅰ）
- 『ソーンダイク博士短篇全集Ⅱ 青いスカラベ』渕上痩平訳(国書刊行会.2020年｡)　（全Ⅱ）
- 『ソーンダイク博士短篇全集Ⅲ パズル･ロック』渕上痩平訳(国書刊行会.2021年｡)　(全Ⅲ)

#### 作品
- 「ソーンダイク博士の事件集」 John Thorndyke's Cases  , 1909.（米版：Dr. Thorndyke's Cases, 1931）（渕上痩平訳｢ジョン・ソーンダイクの事件記録）

1. The Man with the Nailed Shoes「海浜の足跡」（妹尾韶夫訳-『青色ダイヤ』博文館.1923年所収、『青い甲虫』博文館文庫.1939年所収、ともに絶版）/「謎の靴跡」（水野泰舜訳-『世界大衆文学全集』第60巻.改造社.1930年所収.絶版）/｢鋲底靴の男」（全Ⅰ）
2. The Stranger's Latchkey「よそ者の鍵」（全Ⅰ）。
3. The Anthropologist at Large「人類学講座」（藤沢透訳-井伊順彦編『自分の同類を愛した男--20世紀英国モダニズム小説集成』風濤社.2014年所収）/「博識な人類学者」（全Ⅰ）
4. The Blue Sequin「青いスパンコール」（I）（全Ⅰ）
5. The Moabite Cipher「モラブ語の暗号」（I）/「モアブ語の暗号」（全Ⅰ）
6. The Mandarin's Pearl「中国貴族の真珠」（宮沢洋司訳-『ハヤカワ・ミステリ・マガジン』2014年9月号.早川書房.所収）/　｢清の高官の真珠｣（全Ⅰ）
7. The Aluminium Dagger「アルミニウムの短剣」（I）（全Ⅰ）
8. A Message from the Deep Sea「深海からのメッセージ」（熊井ひろ美訳.『ハヤカワ・ミステリ。マガジン』2000年6月号.早川書房.所収）（全Ⅰ）

- 「歌う骨」 The Singing Bone , 1912.）- 倒叙（短編「前科者（老いたる前科者）」は例外）
  - 『歌う白骨』（大久保康雄訳（中央公論社、1963年/嶋中文庫、2004年）/「歌う骨」(渕上痩平訳（全Ⅰ)

1. The Case of Oscar Brodski「オスカー・ブロンスキー事件」（妹尾）（井上勇訳-江戸川乱歩編『世界短編傑作選2』創元推理文庫.1961年所収）（大久保康男訳-『歌う白骨』所収）/「ブロドスキー殺害事件」（佐藤）/「オスカー・ブロドスキー事件」（全Ⅰ）
2. A Case of Premeditation「予謀殺人」（妹尾）/「計画殺人事件」（I）/「計画された事件」（大久保康男訳-『歌う白骨』所収）/「練り上げた事前計画」（全Ⅰ）
3. The Echo of a Mutiny「歌う白骨」（妹尾）（I）/「反抗のこだま」（大久保康男訳-『歌う白骨』所収）/「船上犯罪の因果」（全Ⅰ）
4. A Wastrel's Roamnce「おちぶれた紳士のロマンス」（I）/「落魄紳士のロマンス」（大久保康男訳-『歌う白骨』所収）/「ろくでなしのロマンス」（全Ⅰ）
5. The Old Lag「前科者」（妹尾）（全Ⅰ）/「老いたる前科者」（I）（大久保康男訳-『歌う白骨』所収）

- ｢大いなる肖像画の謎｣The Great Portrait Mystery, 1918.

1. The Missing Mortgage「消えた金融業者」（II）/｢消えた金貸し｣(全Ⅱ)
2. Percival Bland's Proxy「パーシヴァル・ブランドの替玉」（II）/「パーシヴァル･ブランドの替え玉｣（全Ⅱ）
  - （他はソーンダイク博士の登場しない作品）

- 「ソーンダイク博士の事件簿」Dr. Thorndyke's Casebook, 1923.（米題：The Blue Scarab, 1924）

1. The Case of the White Footprints 「白い足跡の謎」（大久保康男訳、G.K.チェスタトン序『探偵小説の世紀（下）』創元推理文庫.1985年.所収）/「白い足跡の事件」（全Ⅱ）
2. The Blue Scarab「青い甲虫」（II）（佐藤）/「青色の甲虫」（水野泰舜訳-『世界大衆文学全集』第60巻.改造社.1930年所収.絶版）/「青いスカラベ」（全Ⅱ）
3. The New Jersey Sphinx「ニュージャージー・スフインクス」（II）（全Ⅱ）
4. The Touchstone「試金石」（宮沢洋司訳） （全Ⅱ）/「遺言状の行方」（妹尾韶夫訳-「新青年」.1922年10月号.博文館.所収）
5. A Fisher of Men「人間を釣る」（佐藤）/「人間をとる漁師」（全Ⅱ）
6. The Stolen Ingots「盗まれた金塊」（宮沢洋司訳）（水野泰舜訳-『世界大衆文学全集』第60巻.改造社.1930年所収.絶版）/「盗まれたインゴット」（全Ⅱ）
7. The Funeral Pyre「焼死体の謎」（II）/「火葬の積み薪」（全Ⅱ）

- 「パズル・ロック」The Puzzle Lock, 1925.

1. The Puzzle Lock「暗号錠」（妹尾）/「文字合わせ錠」（大久保康男訳-レイモンド・ポンド編『暗号ミステリ傑作選』創元推理文庫.所収）/　｢パズル･ロック｣（全Ⅲ）
2. The Green Check Jacket「緑色の背広服」（妹尾韶夫訳-「新青年」1926年3月号.博文館.所収）/「緑のチェックのジャケット」（全Ⅲ）
3. The Seal of Nebuchadnezzar「稀代の印鑑」（妹尾韶夫訳-「新青年」1934年春増刊号.博文館.所収）/「ネブカドネツァル王の印章」（全Ⅲ）
4. Phyllis Annesley's Peril「アズネリーの受難」（妹尾）/「アズネリー嬢の危難」（佐藤）/「フィリス・アネズリーの受難」（II）/「フィルス・アネズリーの危難」（全Ⅲ）
5. A Sower of Pestilence「悪疫の伝播者」（佐藤）/「疫病をまき散らす者」（全Ⅲ）
6. Rex v. Burnaby「バーナビイ事件」（厚木淳訳.レイモンド・ポンド編『毒薬ミステリ傑作選』創元推理文庫.所収）/｢バーナビー事件」（全Ⅲ）
7. A Mystery of the Sand-hills「砂丘の秘密」（I）/「砂丘の謎」（全Ⅲ）
8. The Apparition of Burling Court「バーリング・コートの亡霊」（大村美根子訳.中島河太郎・押川曠編『名探偵読本5.シャーロック・ホームズのライヴァルたち』パシフィカ.1979年.所収）/「バーリング・コートの幽霊」（水野泰舜訳-『世界大衆文学全集』第60巻.改造社.1930年所収.絶版）（全Ⅲ）
9. The Mysterious Visitor「謎の訪問者」（井伊順彦訳-井伊順彦編『自分の同類を愛した男--20世紀英国モダニズム小説集成』風濤社.2014年所収）（全Ⅲ）

- 「魔法の小箱」The Magic Casket, 1927.

1. The Magic Casket「不思議な宝石箱」（西川直子訳-井伊順彦編『世を騒がす嘘つき男--英国モダニズム短篇集２』風濤者．2014年所収）/「魔法の小箱」（全Ⅲ）
2. The Contents of a Mare's Nest「空騒ぎ」（妹尾）/「箱の中身」（全Ⅲ）
3. The Stalking Horse「社会改造の敵」（大島白濤訳-「新趣味」1922年12月号.博文館.所収）/「巧妙な隠れみの」（全Ⅲ）
4. The Naturalist at Law「疑問の溺死」（水野泰舜訳-『世界大衆文学全集』第60巻.改造社.1930年所収.絶版）/「法廷の博物学者」（全Ⅲ）
5. Mr. Ponting's Alibi「ポンティング氏のアリバイ」（妹尾）（II）（全Ⅲ）
6. Pandora's Box「パンドーラの箱」（妹尾）（佐藤）/「パンドラの箱」（II）（全Ⅲ）
7. The Trail of Behemoth「巨獣の手がかり」（全Ⅲ）
8. The Pathologist to the Rescue「急を救う病理学者」（全Ⅲ）
9. Gleanings from the Wreckage「バラバラ死体は語る」（II）/「瓦礫で集めた情報」（全Ⅲ）